# Esa estrella era mi lujo
«Esa estrella era mi lujo» es una canción escrita por Indio Solari y Skay Beilinson, grabada por el grupo musical de Argentina Patricio Rey y sus Redonditos de Ricota. La canción fue incluida en el álbum de estudio ¡Bang! ¡Bang!... Estás liquidado de 1989, como sexta canción de dicho álbum.
Es una de las canciones más reconocidas del grupo musical.
Con una poesía tan simple, abarcativa, y a la vez dotada de un finísima sensibilidad para calar profundo en la mente de cualquier oyente, la canción va al ritmo es un rock urbano con matices melancólicos y a la vez un éxtasis en sus versos finales que más que una historia de amor, es todo lo que nos puede hacer sentir, y en el lenguaje musical de la obra, la letra intenta expresar lo que la música te hace sentir, algo agridulce, un poco de dolor, un poco de nostalgia, una alegría frustrada, un recuerdo de amor que consuela a pesar del desenlace.